# Merc
Merc — британський бренд повсякденного одягу та преміумодягу.
Бренд створено в 1967 році, у Лондоні. Перший магазин був відкритий тоді ж на столичній вулиці Кернебі (Carnaby street). Популярний бренд одягу серед футбольних фанатів та скінхедів.
Девіз компанії — MERC — більше, ніж одяг («MERC — more than skin deep»).
Бренд випускає стильний та традиційний одяг уже впродовж пів століття.
Візитівка бренду — традиційні класичні базові стилі, так звані «CORE styles». Вони об'єднані в єдину лінію «CORE collection», котрі виробляються з року в рік.